# Ilmar Laaban
Ilmar Laaban (* 11. Dezember 1921 in Tallinn, Estland; † 29. November 2000 in Stockholm-Hägersten, Schweden) war ein estnischer Exil-Lyriker und literarischer Übersetzer.

## Leben und Werk
Ilmar Laaban besuchte von 1934 bis 1940 die Schule in Tallinn. Er studierte am Tallinner Konservatorium Klavier und Komposition. 1940 schrieb er sich für französische Philologie an der Universität Tartu ein.
Laaban emigrierte 1943 während der deutschen Besatzung Estlands über Finnland nach Schweden. Von 1943 bis 1949 studierte er an der Universität Stockholm Romanistik und Philosophie. Anschließend war er als freischaffender Schriftsteller und Lektor in Stockholm tätig. Sein Werk blieb in der Sowjetunion verboten.
Ilmar Laaban verfasste vor allem Lyrik und Literaturkritiken. Daneben schrieb er in Estnisch und auf Schwedisch Essays. Er übersetzte zahlreiche estnische Gedichte unter anderem ins Schwedische und ins Deutsche. Daneben übersetzte er vor allem französische Lyrik, insbesondere Charles Baudelaire und Arthur Rimbaud, ins Estnische und Schwedische.
1988 wurden seine Essays und Artikel in der vierbändigen schwedischsprachigen Sammlung Skrifter veröffentlicht. 1997 erschien die Essaysammlung Marsyase nahk auf Estnisch.
Ilmar Laaban schrieb viele seiner Gedichte im Stil des Surrealismus und der lautmalerischen Dichtkunst, als deren Wegbereiter er innerhalb der estnischen Literatur gilt. Er war stark an Sprach- und Klangspielen in der Art von Ernst Jandl interessiert. Sein großes Vorbild war Kurt Schwitters.
Bekannt ist auch Laabans über 5.000 Einträge und Neuschöpfungen umfassende Sammlung von estnischen, schwedischen und französischen Palindromen, die teilweise 2007 unter dem Titel Palingarderomb in Schweden erschien.

## Sammlungen
- Ankruketi lõpp on laulu algus (1946)
- Rroosi Selaviste (1957)
- Poesi (1988, in schwedischer Sprache)
- Oma luulet ja võõrast (1990)
- Magneetiline jõgi (2001)
- Sõnade sülemid, sülemite süsteemid (2004)
- Eludrooge ego-ordule (2008)

## Übersetzungen ins Deutsche
- Rroosi Selavistes Unkörner. Eine Auswahl, in: Trajekt 5 (1985), S. 232–233.
- Gedichtauswahl, übersetzt von Gisbert Jänicke, in: Estonia 2/2000, S. 29–42.